# Irish Hobby

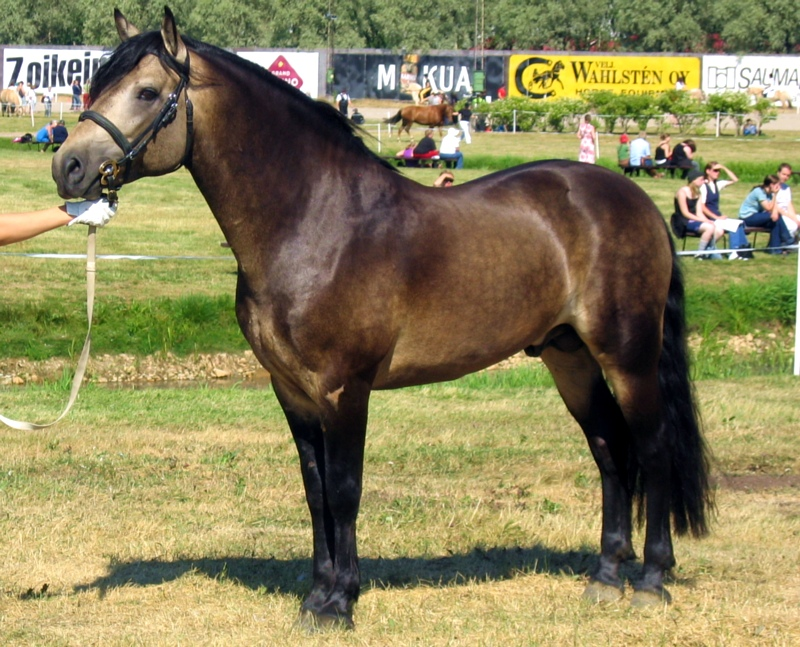
Il pony Connemara, presunto discendente del Irish Hobby.

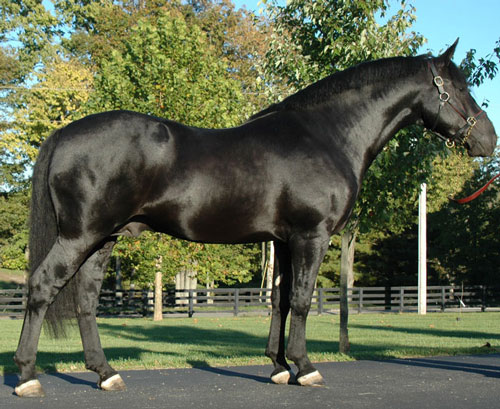
L'Irish Draft, altro presunto discendente del Irish Hobby.

L'Irish Hobby è una razza estinta di cavalli sviluppata in Irlanda prima del XIII secolo. La razza ha fornito linee di sangue di base per diverse razze di cavalli moderne, comprese razze diverse come il pony Connemara e l'Irish Draft. I palafreni erano conosciuti come haubini nel Regno di Francia che alla fine divenne hobbeye. Questi animali alla fine trovarono la strada per l'Irlanda dove si sviluppò l'Irish Hobby.

La razza fu menzionata nel 1375 dal poeta John Barbour che li chiamò hobynis nel suo poema epico The Brus. Li ha citati anche nella sua opera Reliquiae Antiquae, notando la loro velocità.
Le fattrici dell'allevamento Irish Hobby potrebbero essere state tra le razze di cavalli autoctone dell'Irlanda che hanno fornito il ceppo di base per il purosangue. Ci sono molte prove che l'Irish Hobby sia stato importato in Inghilterra e Scozia per varie attività, comprese le corse, "... sono così leggere e veloci". I cavalli venivano scambiati in Irlanda alla Cahirmee Horse Fair vicino alla città di Buttevant, considerata una delle più antiche fiere di cavalli, sin dal medioevo.
Questo cavallo veloce e agile era anche famoso per le schermaglie, ed era spesso cavalcato dalla cavalleria leggera conosciuta come Hobelar. Gli hobby furono usati con successo da entrambe le parti durante le Guerre d'indipendenza scozzesi, con Edoardo I d'Inghilterra che non solo si servì di questi cavalli ma tentò anche d'avvantaggiarsi sul nemico impedendone l'esportazione dall'Irlanda alla Scozia. Robert the Bruce impiegava infatti gli hobby per la sua guerriglia e le incursioni a cavallo, coprendo 60 fino a 70 miglia (97 fino a 113 km) al giorno.
La razza è l'origine del termine "hobby", in origine "hobby horse" una frase idiomatica irlandese, applicata nel tempo a varie cose come un ballo, un cavallo di legno usato come giocattolo, un velocipede, e infine un argomento a cui si è interessati, significato che ha ancora oggi.